# 新宿 (桐生市)
新宿（しんしゅく）は、群馬県桐生市の町名である。一丁目から三丁目が設置されている。郵便番号は376-0006。

## 地理
桐生市の中部に位置する。三吉町・小梅町・琴平町とともに桐生市第四区に属する。
東北部は浜松町に、東南部は境野町に、西南部は琴平町・小梅町・三吉町に、西北部は錦町にそれぞれ接する。町内西北部が一丁目、中部が二丁目、東南部が三丁目となっている。
昭和通り・新宿通り・中通りが通じており、市内中心部と足利市・国道50号方面を結んでいる。

## 歴史
かつての新宿村の中心部にあたる。
1889年（明治22年）の町村制施行により、桐生新町、新宿村、安楽土村、下久方村、上久方村字平井が合併して桐生町が発足、新宿村は桐生町の大字の一つとなる。1921年（大正10年）の市制施行を経て、1929年（昭和4年）に大字が廃止され、大字新宿は稲荷町、錦町、織姫町、桜木町、美原町、清瀬町、新宿通、三吉町、小梅町、琴平町、浜松町に分割され消滅する。その後新宿通が住居表示に伴う町名変更によって現在の町名である「新宿」となった。
かつての新宿通りの両脇には用水路が流れ、水車を回して撚糸業の動力としており、昭和の中頃まで水車の連なる風景が広がっていた。

## 世帯数と人口
2022年（令和4年）1月31日現在の世帯数と人口は以下の通りである。
| 丁目       | 世帯数  | 人口    |
| ---------- | ------- | ------- |
| 新宿一丁目 | 291世帯 | 596人   |
| 新宿二丁目 | 228世帯 | 455人   |
| 新宿三丁目 | 340世帯 | 690人   |
| 計         | 859世帯 | 1,741人 |

## 小・中学校の学区
市立小・中学校に通う場合、学区は以下の通りとなる。
| 丁目       | 番地 | 小学校           | 中学校             |
| ---------- | ---- | ---------------- | ------------------ |
| 新宿一丁目 | 全域 | 桐生市立南小学校 | 桐生市立中央中学校 |
| 新宿二丁目 | 全域 | 桐生市立南小学校 | 桐生市立中央中学校 |
| 新宿三丁目 | 全域 | 桐生市立南小学校 | 桐生市立中央中学校 |

## 交通

### 鉄道
町内に鉄道駅はない。

### 道路
- 群馬県道・栃木県道67号桐生岩舟線
- 群馬県道332号桐生新田木崎線

## 施設
- 桐生市総合福祉センター
- 桐生市立南小学校
- 桐生市 南公民館
- 桐生大学附属幼稚園
- 定善寺

## 避難所
- 桐生市立南小学校（洪水災害、土砂災害、地震、大規模火災、内水氾濫時の緊急避難場所及び指定避難所）[9]
- 南体育館・運動場（洪水災害、土砂災害、地震、大規模火災、内水氾濫時の緊急避難場所及び指定避難所）
- 南公民館（洪水災害、土砂災害、地震、内水氾濫時の緊急避難場所及び指定避難所）